# Campeonato Mundial de Piragüismo en Aguas Tranquilas de 1998
El XXIX Campeonato Mundial de Piragüismo en Aguas Tranquilas se celebró en Szeged (Hungría) entre el 3 y el 6 de septiembre de 1998 bajo la organización de la Federación Internacional de Piragüismo (ICF) y la Federación Húngara de Piragüismo.
Las competiciones se realizaron en el canal de piragüismo Maty-ér, ubicado al sudoeste de la ciudad húngara.

## Medallistas

### Masculino
| Evento    | Oro                                                                            | Plata                                                                                  | Bronce                                                                                |
| --------- | ------------------------------------------------------------------------------ | -------------------------------------------------------------------------------------- | ------------------------------------------------------------------------------------- |
| K1 200 m  | Mijail Kolganov Israel                                                         | Olexi Slivinski · Ucrania                                                              | Ognjen Filipović Yugoslavia                                                           |
| K2 200 m  | Vince Fehérvári · Róbert Hegedűs · Hungría                                     | Serguei Verlin · Anatoli Tishchenko · Rusia                                            | Geza Magyar · Romică Șerban · Rumania                                                 |
| K4 200 m  | Gyula Kajner · Vince Fehérvári · István Beé · Róbert Hegedűs · Hungría         | Antonio Rossi · Beniamino Bonomi · Ivano Lussignoli · Luca Negri · Italia              | Andreas Gjersøe · Nils Olav Fjeldheim · Knut Holmann · Robby Roarsen Haugli · Noruega |
| K1 500 m  | Ákos Vereckei · Hungría                                                        | Mijail Kolganov Israel                                                                 | Lutz Liwowski · Alemania                                                              |
| K2 500 m  | Michal Riszdorfer · Juraj Bača · Eslovaquia                                    | Beniamino Bonomi · Luca Negri · Italia                                                 | Krisztián Bártfai · Gábor Horváth · Hungría                                           |
| K4 500 m  | Torsten Gutsche · Mark Zabel · Björn Bach · Stefan Ulm · Alemania              | Botond Storcz · Krisztián Bártfai · Zsolt Szádovszki · Márton Bauer · Hungría          | Andrei Tissin · Andrei Shchegolijin · Vitali Gankin · Roman Zarubin · Rusia           |
| K1 1000 m | Lutz Liwowski · Alemania                                                       | Knut Holmann · Noruega                                                                 | Javier Andrés Correa Argentina                                                        |
| K2 1000 m | Antonio Rossi · Luca Negri · Italia                                            | Mićo Janić Stjepan Janić Yugoslavia                                                    | Attila Ádám · Krisztián Veréb · Hungría                                               |
| K4 1000 m | Torsten Gutsche · Mark Zabel · Björn Bach · Stefan Ulm · Alemania              | Botond Storcz · Krisztián Bártfai · Zsolt Szádovszki · Márton Bauer · Hungría          | Anatoli Tishchenko · Serguei Verlin · Gueorgui Tsybulnikov · Alexandr Ivanik · Rusia  |
| C1 200 m  | Martin Doktor · República Checa                                                | Slavomír Kňazovický · Eslovaquia                                                       | Mijail Slivinski · Ucrania                                                            |
| C2 200 m  | Thomas Zereske · Christian Gille · Alemania                                    | Miklós Buzál · Attila Végh · Hungría                                                   | Vladislav Polzunov · Andrei Kabanov · Rusia                                           |
| C4 200 m  | Petr Procházka · Tomáš Křivánek · Petr Fuksa · Karel Kožíšek · República Checa | Alexandr Maseikov · Anatoli Reneiski · Andrei Beliayev · Serguei Pletnev · Bielorrusia | Pavel Konovalov · Konstantin Fomichov · Vladimir Ladosha · Alexandr Kostoglod · Rusia |
| C1 500 m  | Maxim Opalev · Rusia                                                           | Andreas Dittmer · Alemania                                                             | Mijail Slivinski · Ucrania                                                            |
| C2 500 m  | György Kolonics · Csaba Horváth · Hungría                                      | Daniel Jędraszko · Paweł Baraszkiewicz · Polonia                                       | Thomas Zereske · Christian Gille · Alemania                                           |
| C4 500 m  | György Kolonics · Csaba Horváth · Csaba Hüttner · László Szuszkó · Hungría     | Gheorghe Andriev · Florin Popescu · Cosmin Pașca · Ionel Averian · Rumania             | Andrei Kabanov · Pavel Konovalov · Vladislav Polzunov · Vladimir Ladosha · Rusia      |
| C1 1000 m | Stephen Giles · Canadá                                                         | Martin Doktor · República Checa                                                        | Andreas Dittmer · Alemania                                                            |
| C2 1000 m | Alexandr Kovaliov · Alexandr Kostoglod · Rusia                                 | Gheorghe Andriev · Florin Popescu · Rumania                                            | György Zala · Endre Ipacs · Hungría                                                   |
| C4 1000 m | Csaba Horváth · Béla Belicza · Csaba Hüttner · László Szuszkó · Hungría        | Konstantin Fomichov · Vasili Mailov · Andrei Kabanov · Ignat Kovaliov · Rusia          | Martin Doktor · Petr Netušil · Jan Macháč · Viktor Jiráský · República Checa          |

### Femenino
| Evento    | Oro                                                                       | Plata                                                                         | Bronce                                                                                               |
| --------- | ------------------------------------------------------------------------- | ----------------------------------------------------------------------------- | --- |
| K1 200 m  | Caroline Brunet · Canadá                                                  | Josefa Idem · Italia                                                          | Éva Dónusz · Hungría                                                                                 |
| K2 200 m  | Marie-Josée Gibeau · Karen Furneaux · Canadá                              | Kinga Dékány · Rita Kőbán · Hungría                                           | Beatriz Manchón Portillo · Izaskun Aramburu Balda · España                                           |
| K4 200 m  | Kinga Dékány · Rita Kőbán · Erzsébet Viski · Katalin Kovács · Hungría     | Anna Karlsson · Susanne Gunnarsson · Ingela Ericsson · Maria Haglund · Suecia | Natalia Guli · Yelena Tissina · Larisa Kosorukova · Tatiana Tishchenko · Rusia                       |
| K1 500 m  | Caroline Brunet · Canadá                                                  | Katrin Borchert Australia                                                     | Josefa Idem · Italia                                                                                 |
| K2 500 m  | Anna Wood Katrin Borchert Australia                                       | Birgit Fischer · Anett Schuck · Alemania                                      | Kinga Dékány · Rita Kőbán · Hungría                                                                  |
| K4 500 m  | Birgit Fischer · Anett Schuck · Manuela Mucke · Marcela Bednar · Alemania | Kinga Dékány · Szilvia Szabó · Andrea Barócsi · Katalin Kovács · Hungría      | Beatriz Manchón Portillo · Izaskun Aramburu Balda · Ana María Penas · Belén Sánchez Jiménez · España |
| K1 1000 m | Josefa Idem · Italia                                                      | Caroline Brunet · Canadá                                                      | Katrin Borchert Australia                                                                            |
| K2 1000 m | Anna Wood Katrin Borchert Australia                                       | Birgit Fischer · Ute Pleßmann · Alemania                                      | Anna Karlsson · Susanne Gunnarsson · Suecia                                                          |

## Medallero
| Núm. | País            | Oro | Plata | Bronce | Total |
| ---- | --------------- | --- | ----- | ------ | ----- |
| 1    | Hungría         | 7   | 5     | 5      | 17    |
| 2    | Alemania        | 5   | 3     | 3      | 11    |
| 3    | Canadá          | 4   | 1     | 0      | 5     |
| 4    | Italia          | 2   | 3     | 1      | 6     |
| 5    | Rusia           | 2   | 2     | 6      | 10    |
| 6    | Australia       | 2   | 1     | 1      | 4     |
| 6    | República Checa | 2   | 1     | 1      | 4     |
| 8    | Eslovaquia      | 1   | 1     | 0      | 2     |
| 8    | Israel          | 1   | 1     | 0      | 2     |
| 10   | Rumania         | 0   | 2     | 1      | 3     |
| 11   | Ucrania         | 0   | 1     | 2      | 3     |
| 12   | Noruega         | 0   | 1     | 1      | 2     |
| 12   | Suecia          | 0   | 1     | 1      | 2     |
| 12   | Yugoslavia      | 0   | 1     | 1      | 2     |
| 15   | Bielorrusia     | 0   | 1     | 0      | 1     |
| 15   | Polonia         | 0   | 1     | 0      | 1     |
| 17   | España          | 0   | 0     | 2      | 2     |
| 18   | Argentina       | 0   | 0     | 1      | 1     |
|      | TOTAL           | 26  | 26    | 26     | 78    |